# مقاطعة نهبندان
مقاطعة نهبندان (بالفارسية: شهرستان نهبندان) هي إحدى مقاطعات محافظة خراسان جنوبي في إيران. كان عدد سكان المقاطعة سنة 2006 حوالي 56,089 نسمة.